# Adam Budżamalin
Adam Budżamalin (arab. آدم بوجملين; ur. 28 lutego 1994) – algierski zapaśnik walczący przeważnie w stylu klasycznym. Dwukrotny olimpijczyk. Zajął siedemnaste miejsce w Rio de Janeiro 2016 w kategorii 85 kg i piętnaste w Tokio 2020 w kategorii 97 kg.
Ósmy na mistrzostwach świata w 2018. Piętnasty w indywidualnym Pucharze Świata w 2020. Złoty medalista igrzysk afrykańskich w 2015 i 2019. Dziesięciokrotny medalista mistrzostw Afryki w latach 2014 – 2023. Drugi na igrzyskach śródziemnomorskich w 2018. Brązowy medalista Igrzysk Solidarności Islamskiej w 2017 i mistrzostw świata wojskowych w 2018. Dziesiąty na igrzyskach wojskowych w 2019. Wygrał igrzyska panarabskie w 2023. Wicemistrz arabski w 2015 i śródziemnomorski w 2018. Drugi na Światowych Igrzyskach Sportów Walki w 2023 roku.
Jego brat, Akram Budżamalin jest również zapaśnikiem.